# قنطره غرب
قنطره غرب (به عربی: القنطرة غرب) شهر و شهرستانی در استان اسماعیلیه مصر است.